# Liste des maires de Fontenay-sous-Bois
La liste des maires de Fontenay-sous-Bois présente la liste des maires de la commune française de Fontenay-sous-Bois, située dans le département du Val-de-Marne en région Île-de-France.

## L'Hôtel de ville
L'Hôtel de Ville est situé au 4 Esplanade Louis Bayeurte - 94120 Fontenay-sous-Bois.

## Liste des maires

### Entre 1790 et 1944
| Période                                  | Période | Identité                            | Étiquette                | Qualité                                                                         |
| ---------------------------------------- | ------- | ----------------------------------- | ------------------------ | ------------------------------------------------------------------------------- |
| Les données manquantes sont à compléter. |         |                                     |                          |                                                                                 |
| 1790                                     | 1791    | Jacques-François Vitry              |                          |                                                                                 |
| 1791                                     | 1793    | Nicolas Lomeau                      |                          |                                                                                 |
| 1793                                     | 1800    | Louis Guitton                       |                          |                                                                                 |
| 1800                                     | 1809    | Jean Mouscadet                      |                          |                                                                                 |
| 1809                                     | 1815    | Antoine-François Bontemps           |                          |                                                                                 |
| 1815                                     | 1817    | Grégoire Barbel                     |                          |                                                                                 |
| 1817                                     | 1830    | Antoine Wion                        |                          |                                                                                 |
| 1830                                     | 1831    | Jean François Vidiard               |                          |                                                                                 |
| 1831                                     | 1853    | Pierre-Jacques Vitry (1788-1863)    |                          | Boulanger                                                                       |
| 1853                                     | 1874    | Jacques Boschot                     |                          |                                                                                 |
| 1874                                     | 1884    | Louis Legrand                       |                          |                                                                                 |
| 1884                                     | 1892    | Désiré Joseph Richebois (1822-1894) |                          | Entrepreneur de charpente, ancien adjoint                                       |
| 1892                                     | 1893    | Martin Brémant                      |                          |                                                                                 |
| 1893                                     | 1906    | Édouard Henri Squéville (1847-1906) | Républicain Nationaliste | Conseiller général de la Seine (1900 → 1906) Décédé en fonction                 |
| 1906                                     | 1912    | Victor Mussault (1845-1920)         |                          | Rentier                                                                         |
| 1912                                     | 1919    | Charles-Jules Bassée (1858-1920)    |                          | Ingénieur civil, ancien adjoint                                                 |
| 1919                                     | 1925    | Henri-Lucien Gaveau (1860-1933)     |                          |                                                                                 |
| 1925                                     | 1935    | Victor Lespagne (1871-1939)         |                          | Industriel                                                                      |
| 1935                                     | 1944    | Jules Grévin (1873-1962)            | Rad.ind.                 | Instituteur puis directeur d'école Conseiller général de la Seine (1935 → 1940) |

### Depuis 1944
Depuis la Libération, cinq maires se sont succédé à la tête de la commune.
| Période      | Période                        | Identité                  | Étiquette | Qualité |
| ------------ | ------------------------------ | ------------------------- | --------- | --- |
| 1944         | mai 1945                       | Albert Coyne              | PRRRS     | Conseiller général de Fontenay-sous-Bois (1945) |
| mai 1945     | octobre 1947                   | André Laurent (1901-1952) | PCF       | Laqueur-décorateur Conseiller général de la Seine (1945 → 1952) |
| octobre 1947 | 1954                           | Paul Febvre (1900-1962)   | RPF       | Directeur commercial Conseiller général de la Seine (1953 → 1959) |
| 1954         | mars 1965                      | Georges Baehr (1895-1970) | UNR       | Voyageur de commence, résistant OCM |
| mars 1965    | mars 2001                      | Louis Bayeurte,           | PCF       | Ouvrier photograveur Conseiller général de Fontenay-sous-Bois (1967 → 1976) puis de Fontenay-sous-Bois-Est (1976 → 1998) Vice-président du conseil général Chevalier de la Légion d'Honneur                       |
| mars 2001    | mai 2016                       | Jean-François Voguet,     | PCF       | Technicien à l'IGN, maire honoraire Sénateur du Val-de-Marne (2004 → 2011) Conseiller général (1988 → 1994) Vice-président de l'EPT Paris-Est-Marne et Bois (2016 →) Démissionnaire                               |
| mai 2016,    | En cours (au 17 décembre 2022) | Jean-Philippe Gautrais    | PCF       | Directeur du patrimoine à la Fondation de la Croix Saint-Simon Vice-président de l'EPT Paris-Est-Marne et Bois (2016 → ) Président du Forum métropolitain du Grand Paris (2020 → ) Réélu pour le mandat 2020-2026 |